# Real Madryt Castilla
Real Madrid Castilla, znany również pod nazwą Real Madrid B – filiialna drużyna klubu piłkarskiego Real Madryt. Została założona w 1930 roku. W latach 1972–1991 drużyna nazywała się Castilla Madryt, jednak Hiszpańska Federacja Piłkarska nakazała ujednolicenie nazw drużyn filialnych wszystkim klubom i wtedy drużynę najpierw nazwano Real Madrid Deportiva, a później Real Madrid B. Wcześniej (w latach 1930–1972) klub nosił nazwę AD Plus Ultra.

## Herb
Początkowo, herb Castilli był bardzo podobny do herbu Realu Madryt, jednakże pozbawiony był korony. Obecny herb jest identyczny z herbem pierwszej drużyny.

## Stadion
Zawodnicy Castilli, swoje mecze rozgrywają na Estadio Alfredo Di Stéfano, wchodzącego w skład kompleksu sportowego, ośrodka treningowego Valdebebas. Obiekt może pomieścić 6500 widzów.

## Najważniejsze informacje
- Prezes: Florentino Pérez
- Trener: Álvaro Arbeloa
- Asystent Trenera: Santiago Sánchez
- Trener bramkarzy: Roberto Vázquez
- Debiut w Segunda División: 1949-1950
- Najwyższe miejsce w Segunda División: 1 (sezon 1983-1984)
- Najniższe miejsce w Segunda División: 20 (sezon: 2013-2014)

## Trofea
- Finalista Pucharu Króla w sezonie 1979/1980. Mecz ten zakończył się porażką 1:6 z pierwszą ekipą Realu Madryt.
- Segunda División: 1
  - 1983/84
- Segunda División B: 5
  - 1990/91, 2001/02, 2004/05, 2011/12, 2015/16
- Tercera División: 6
  - 1948/49, 1954/55, 1956/57, 1963/64, 1965/66, 1967/68
- Trofeo Teide (Tenerife): 3
  - 2001, 2002, 2005
- Torneo de San Ginés: 2
  - 1985, 1999

### Sezon po sezonie
| Sezon   | Liga | Miejsce | Puchar Króla |
| 1946/47 | 3ª   | 5       | –            |
| 1947/48 | 3ª   | 5       | 1 Runda      |
| 1948/49 | 3ª   | 1       | 2 Runda      |
| 1949/50 | 2ª   | 3       | 3 Runda      |
| 1950/51 | 2ª   | 7       | Nie grano    |
| 1951/52 | 2ª   | 12      | Nie grano    |
| 1952/53 | 2ª   | 15      | 1 Runda      |
| 1953/54 | 3ª   | 3       | –            |
| 1954/55 | 3ª   | 1       | –            |
| 1955/56 | 2ª   | 15      | –            |
| 1956/57 | 3ª   | 1       | –            |
| 1957/58 | 2ª   | 7       | –            |
| 1958/59 | 2ª   | 10      | 1/4          |
| 1959/60 | 2ª   | 4       | 2 Runda      |
| 1960/61 | 2ª   | 7       | 1 Runda      |
| 1961/62 | 2ª   | 7       | 1 Runda      |
| 1962/63 | 2ª   | 16      | 1 Runda      |
| ------- | ---- | ------- | ------------ |

| Sezon   | Liga | Miejsce | Puchar Króla |
| 1963/64 | 3ª   | 1       | –            |
| 1964/65 | 3ª   | 3       | –            |
| 1965/66 | 3ª   | 1       | –            |
| 1966/67 | 3ª   | 2       | –            |
| 1967/68 | 3ª   | 1       | –            |
| 1968/69 | 3ª   | 3       | –            |
| 1969/70 | 3ª   | 3       | 2 Runda      |
| 1970/71 | 3ª   | 11      | 1 Runda      |
| 1971/72 | 3ª   | 10      | 2 Runda      |
| 1972/73 | 3ª   | 4       | 1 Runda      |
| 1973/74 | 3ª   | 4       | 3 Runda      |
| 1974/75 | 3ª   | 4       | 3 Runda      |
| 1975/76 | 3ª   | 3       | 1 Runda      |
| 1976/77 | 3ª   | 4       | 2 Runda      |
| 1977/78 | 2ªB  | 2       | 2 Runda      |
| 1978/79 | 2ª   | 7       | 3 Runda      |
| 1979/80 | 2ª   | 7       | Finał        |
| ------- | ---- | ------- | ------------ |

| Sezon   | Liga | Miejsce | Puchar Króla |
| 1980/81 | 2ª   | 11      | 4 Runda      |
| 1981/82 | 2ª   | 8       | 3 Runda      |
| 1982/83 | 2ª   | 6       | 2 Runda      |
| 1983/84 | 2ª   | 1       | 1/4          |
| 1984/85 | 2ª   | 5       | 2 Runda      |
| 1985/86 | 2ª   | 12      | 1/4          |
| 1986/87 | 2ª   | 5       | 1 Runda      |
| 1987/88 | 2ª   | 3       | 1/4          |
| 1988/89 | 2ª   | 15      | 2 Runda      |
| 1989/90 | 2ª   | 18      | 1 Runda      |
| 1990/91 | 2ªB  | 1       | –            |
| 1991/92 | 2ª   | 16      | –            |
| 1992/93 | 2ª   | 6       | –            |
| 1993/94 | 2ª   | 6       | –            |
| 1994/95 | 2ª   | 8       | –            |
| 1995/96 | 2ª   | 4       | –            |
| 1996/97 | 2ª   | 18      | –            |
| 1997/98 | 2ªB  | 2       | –            |
| 1998/99 | 2ªB  | 3       | –            |
| 1999/00 | 2ªB  | 5       | –            |
| ------- | ---- | ------- | ------------ |

| Sezon   | Liga | Miejsce | Puchar Króla |
| 2000/01 | 2ªB  | 7       | –            |
| 2001/02 | 2ªB  | 1       | –            |
| 2002/03 | 2ªB  | 6       | –            |
| 2003/04 | 2ªB  | 2       | –            |
| 2004/05 | 2ªB  | 1       | –            |
| 2005/06 | 2ª   | 11      | –            |
| 2006/07 | 2ª   | 19      | –            |
| 2007/08 | 2ªB  | 5       | –            |
| 2008/09 | 2ªB  | 6       | –            |
| 2009/10 | 2ªB  | 8       | –            |
| 2010/11 | 2ªB  | 3       | –            |
| 2011/12 | 2ªB  | 1       | –            |
| 2012/13 | 2ª   | 8       | –            |
| 2013/14 | 2ª   | 20      | –            |
| 2014/15 | 2ªB  | 6       | –            |
| 2015/16 | 2ªB  | 1       | –            |
| 2016/17 | 2ªB  | 11      | –            |
| 2017/18 | 2ªB  | 8       | –            |
| 2018/19 | 2ªB  |         | –            |
| ------- | ---- | ------- | ------------ |

- 33 sezony w Segunda División
- 20 sezonów w Segunda División B
- 20 sezonów w Tercera División

## Obecny skład
Aktualny na 19 kwietnia 2024.
| Nr | Poz. | Piłkarz                                           |
| -- | ---- | ------------------------------------------------- |
| 1  | BR   | Lucas Cañizares                                   |
| 2  | OB   | Vinicius Tobias (wypożyczony z Szachtaru Donieck) |
| 3  | OB   | Rafael Obrador                                    |
| 4  | OB   | Álvaro Carrillo (kapitan)                         |
| 5  | OB   | Marvel                                            |
| 6  | PO   | Mario Martín                                      |
| 7  | NA   | Noel López                                        |
| 8  | PO   | Theo Zidane                                       |
| 9  | NA   | Álvaro Rodríguez                                  |
| 10 | PO   | Nico Paz                                          |
| 13 | BR   | Diego Piñeiro                                     |

| Nr | Poz. | Piłkarz        |
| -- | ---- | -------------- |
| 14 | PO   | David González |
| 15 | OB   | Edgar Pujol    |
| 16 | OB   | Raúl Asencio   |
| 17 | NA   | Gonzalo García |
| 19 | OB   | Lorenzo Aguado |
| 20 | PO   | Manuel Ángel   |
| 21 | PO   | Jeremy de León |
| 22 | PO   | César Palacios |
| 23 | PO   | Víctor Muñoz   |
| 24 | BR   | Mario de Luis  |

## Trenerzy
| - José Quirante 1949–1951 - Antonio Bonet 1951–1952 - Francisco Trinchant 1952–1959 - Miguel Muñoz 1959–1960 - Louis Hon 1960–1961 - Luis Pasarín 1961–1963 - Francisco Trinchant 1963 - Julio Martialay 1963–1965 - Juan Santisteban 1968–1971 - Antonio Ruiz 1972–1974 - Amancio Amaro 1976–1977 - Juan Santisteban 1977–1979 - Juanjo 1979–1981 | - Juan Santisteban 1981–1982 - Amancio Amaro 1976–1977 - Ramón Grosso 1986–1987 - Vicente del Bosque 1987–1990 - Mariano García Remón 1991–1993 - Rafael Benítez 1993–1995 - Sergio Egea 1995–1997 - José Antonio Grande 1997 - Ramón Grosso 1997 - Miguel Ángel Portugal 1997–1999 - Francisco García Hernández 1999–2000 - Francisco Buyo 2000–2001 - Juan Ramón López Caro 2001–2005 | - Miguel Ángel Portugal 2005–2006 - Míchel 2006–2007 - Juan Carlos Mandiá 2007–2008 - Julen Lopetegui 2008–2009 - Alejandro Menéndez 2009–2011 - Alberto Toril 2011–2013 - Manolo Díaz 2013–2014 - Zinédine Zidane 2014–2016 - Luis Miguel Ramis 2016 - Santiago Solari 2016–2018 - Manolo Díaz 2018–2019 - Raúl od 2019 |